# Magnificat (film)
Pour les articles homonymes, voir Magnificat (homonymie).
Pour plus de détails, voir Fiche technique et Distribution.
Magnificat est un film italien réalisé par Pupi Avati, sorti en 1993.

## Synopsis
Sous les remparts d'un château médiéval du Xe siècle, par ordre du seigneur local, se déroule une décapitation publique. Folco, bourreau impassibles est assisté de Baino, un jeune homme encore tendre choisi comme un apprenti. Par la suite, au cours de son apprentissage, le jeune doit assister, horrifié, à une seconde exécution atroce, qui touche cette fois une jeune sorcière. Après ce « prélude  », Folco et Baino se dirigent vers le couvent de la Visitation, le couvent du Magnificat, qui surplombe une vallée lointaine. D'autres pèlerins sont partis vers la même direction : Roza le favori d'un roi veut s'y rendre pour demander la grâce de pouvoir donner naissance à un héritier qui assurera la succession au trône; Margherita, une petite fille est «livrée» comme novice au couvent en échange d'un moulin; un roi libertin veut finir ses jours dans ce couvent escorté par un groupe d'enfants illégitimes; un moine voyageur se rend au monastère pour enregistrer le décès de divers membres de la communauté et meurt «non enregistré», ignoré par tout le monde; un couple marié se joint au mariage avec des représentants de l'Église et du pouvoir sous le regard d'une foule qui espionne les moments les plus intimes. Tout le monde arrive au couvent au moment des célébrations de la semaine sainte, mais seule la jeune Margherita, la «  novice forcée» qui rêve de liberté entrevoit un signe du ciel d'espérance et de libération.

## Fiche technique
- Titre : Magnificat
- Réalisation : Pupi Avati
- Scénario : Pupi Avati
- Montage : Amedeo Salfa
- Musique : Riz Ortolani
- Pays d'origine : Italie
- Genre : drame
- Date de sortie : 1993

## Distribution
- Luigi Diberti : Lord de Malfole
- Arnaldo Ninchi : Folco
- Massimo Bellinzoni : Baino
- Dalia Lahav : Rozal
- Lorella Morlotti : Venturina
- Massimo Sarchielli : le père de Margherita
- Brizio Montinaro : Lord de Campodose
- Marcello Cesena : Agateo
- Nando Gazzolo : Narrateur (voix)